# دانيال هال
دانيال هال (بالإنجليزية: Daniel Hall)‏ هو سياسي أمريكي، ولد في 26 يوليو 1974 في بيكلي في الولايات المتحدة. حزبياً، نشط في الحزب الديمقراطي والحزب الجمهوري. وقد انتخب عضو مجلس ولاية فيرجينيا الغربية.